# Hotelowa miłość
Management (ang. Management) – amerykańska komedia romantyczna.

## Zarys fabuły
Sue Claussen (Aniston) jest sprzedawczynią tanich obrazów, zaopatrującą głównie małe firmy i motele. Podczas pobytu w jednym z moteli wdaje się w romans z Mikiem Cranshaw (Zahn), asystentem menedżera i synem właścicieli przybytku. Gdy Sue następnego dnia wyjeżdża, Mike postanawia ją odnaleźć, nawet, jeśli musiałby przemierzyć całe Stany Zjednoczone.

## Obsada
- Jennifer Aniston jako Sue Claussen
- Steve Zahn jako Mike Cranshaw
- Woody Harrelson jako Jango
- Tzi Ma
- Fred Ward jako Jerry
- Gavin Bristol jako Dick
- Dominic Fumusa jako Stan Ball